# 圣旺马尔舍弗鲁瓦
圣旺马尔舍弗鲁瓦（法語：Saint-Ouen-Marchefroy，法語發音：[sɛ̃.t‿wɛ̃ maʁʃəfʁwa]）是法国厄尔-卢瓦省的一个市镇，属于德勒区。

## 地理
圣旺马尔舍弗鲁瓦（48°51'28"N, 1°31'57"E）面积9.21 平方千米，位于法国中央-卢瓦尔河谷大区厄尔-卢瓦省，该省份为法国北部内陆省份，北起顺时针与厄尔省、伊夫林省、埃松省、卢瓦雷省、卢瓦-谢尔省、萨尔特省和奧恩省接壤。
与圣旺马尔舍弗鲁瓦接壤的市镇（或旧市镇、城区）包括：勒梅尼勒西蒙、蒂伊、韦格尔河畔贝谢尔、鲁夫尔、乌兰。

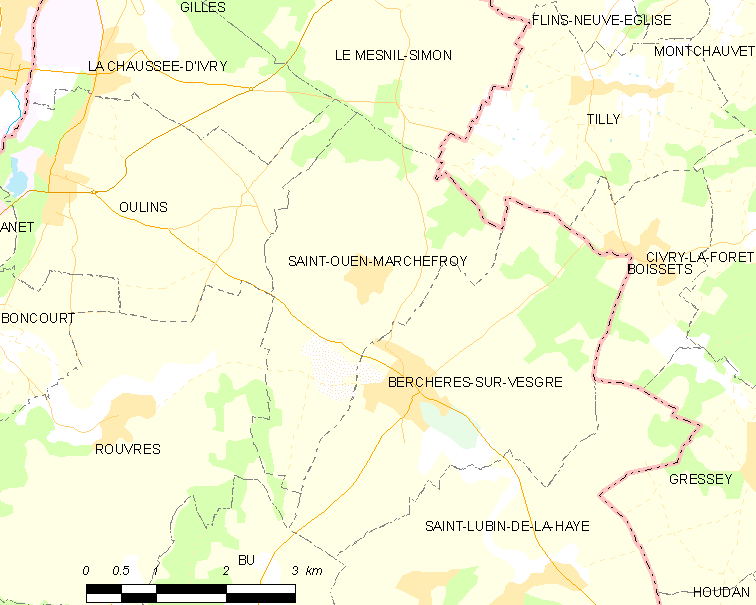
圣旺马尔舍弗鲁瓦的OSM定位图

圣旺马尔舍弗鲁瓦的时区为UTC+01:00、UTC+02:00（夏令时）。

## 行政
圣旺马尔舍弗鲁瓦的邮政编码为28260，INSEE市镇编码为28355。

## 政治
圣旺马尔舍弗鲁瓦所属的省级选区为阿内特县。

## 人口

1962-2008年间圣旺马尔舍弗鲁瓦人口变化图示

圣旺马尔舍弗鲁瓦于2022年1月1日时的人口数量为293人。